# 哥羅多度
哥羅多度·泰華利斯·德桑塔納（葡萄牙語：Clodoaldo Tavares de Santana；1949年9月25日—），通稱哥羅多度（葡萄牙語：Clodoaldo，葡萄牙語發音：[klodoˈawdu]），是一名已退役巴西足球員，司職中場，曾在國際賽代表巴西國家隊，是1970年國際足協世界盃冠軍隊伍成員。

## 球會生涯
哥羅多度的足球生涯主要效力山度士，在他效力期間，他曾隨隊五次贏得聖保羅州聯賽、以及巴西足球甲級聯賽及洲際冠軍超級盃各一次。
哥羅多度在29歲時遭受膝傷，他的足球生涯因此開始走下坡。他在1979年離開效力近13年的山度士，加盟美國北美足球聯盟球會，在效力一季後回到巴西，轉投國民足球會。

## 國家隊生涯
哥羅多度共38次為巴西國家隊上陣。他曾隨隊贏得1970年國際足協世界盃，而他的唯一一個國家隊入球是在該屆賽事對陣烏拉圭的準決賽中扳平比數的一球。在對陣意大利的決賽中，哥羅多度從己方半場開始帶球，並在扭過四名對手球員後助攻射入巴西的第四個入球。

## 執教生涯
他在退役後曾短暫擔任前球會山度士的領隊。2010年，哥羅多度上任成為東帝汶國家隊的領隊，但在執教僅三場後便因家庭理由離隊。

## 榮譽

### 球會
山度士
- 巴西聖保羅州聯賽：1967（英语：1967 Campeonato Paulista）、1968（英语：1968 Campeonato Paulista）、1969（英语：1969 Campeonato Paulista）、1973（英语：1973 Campeonato Paulista）、1978（英语：1978 Campeonato Paulista）[1]
- 巴西足球甲級聯賽：1968（英语：1968_Campeonato_Brasileiro_Série_A_(Torneio_Roberto_Gomes_Pedrosa)）[1]
- 洲際冠軍超級盃：1968（英语：1968_Intercontinental_Supercup）[1]

### 國家隊
巴西
- 國際足協世界盃：1970
- 罗卡盃（英语：Roca_Cup）：1971[9]